# Literatura Mondo
Literatura Mondo (magyarul: Irodalmi Világ) eszperantó nyelvű világirodalmi folyóirat. 1922-től 1949-ig jelent meg havonként Budapesten. A két világháború közt nagy szerepe volt a nemzetközi eszperantó nyelvű szépirodalom felvirágoztatásában.

## Története
1922-ben Theodore Schwartz (Soros György amerikai milliárdos apja), Kalocsay Kálmán, Baghy Gyula, Lengyel Pál (nyomdász), Balkányi Pál alapította, Kalocsay Kálmán és Baghy Gyula szerkesztette, majd Tóth V. vette át a kiadást 1926-ban. A Literatura Mondo hamarosan az eszperantó kultúra legismertebb orgánumává vált, az úgynevezett budapesti iskola kiinduló pontjává, melynek szellemi vezetője Kalocsay volt. 1931-ben újraindították a folyóiratot, Kalocsay Kálmán főszerkesztőhöz csatlakozott Baghy Gyula, Karlo Bodó, Szilágyi Ferenc és Ludwig Totsche (1902-1978). Baghy Gyula 1933-ban megvált a folyóirattól személyes okokból. 1936–39 között Bleier Vilmos és öccse, Berceli Béla is dolgozott a kiadóban. 1947 és 1949 között Berceli Béla volt a kiadója.
Az eszperantisták dicsérték a Literatura Mondo folyóirat nemzetközi jellegét, hiszen a folyóiratnak nemcsak európai, hanem kelet-ázsiai munkatársai is voltak. A munkatársak nemzeti nyelvekről és nemzeti nyelvekre (például észt, cseh, lengyel, szerb, svéd) való fordításai népszerűségnek örvendtek. A Literatura Mondo körül megszületett egy új eszperantó nyelven alkotó költő, író generáció.
A Literatura Mondo mint könyvkiadó is működött. Műfordításokat és eredeti műveket adtak közre. Kalocsay Kálmán művei a Literatura Mondo lapjain és önálló kötetekben jelentek meg. Eredeti írásokat, szépirodalmi és tudományt, technikát népszerűsítő írásokat publikált például Stellan Engholm (1899-1960); Ludwig Totsche; Johan Weinhengst (1904-1945); Eugène Aisberg (1905-1980); Hendrik Adamson (1991-1946). Legjelentősebb az Enciklopedio Esperanto, vagyis az Eszperantó Enciklopédia megalkotása és kiadása 1933-ban.
Kitűnt a Mondo Literaturo magas színvonalú tartalmával és kifogástalan stílusával. A kritikusok kifogásolták a folyóirat lapjain jelentkező nyelvi neologizmusok használatát, de nem mondhatni, hogy a szerkesztők hagyták elburjánozni a neologizmusokat. Az eszperantó irodalomnak ugyanazt jelentette a Literatura Mondo, mint a magyar irodalomban a Nyugat.